# Apodanthera
Apodanthera là một chi thực vật có hoa trong họ Cucurbitaceae.